# (15434) Mittal
(15434) Mittal est un astéroïde de la ceinture principale découvert le 10 novembre 1998. Son périhélie est de 2,01 UA et son aphélie de 2,56 UA. Son inclinaison est de 3,87° et il fait le tour du Soleil en 1 266 jours.